# High-Speed Downlink Packet Access
La tecnología HSDPA (High Speed Downlink Packet Access), también denominada 3.5G, 3G+ o mini 3G, es la optimización de la tecnología espectral UMTS/WCDMA, una tecnología basada en conexiones minis, de menor velocidad al promedio que 3G y 4G, incluida en las especificaciones de 3GPP release 5 y consiste en un canal compartido en el enlace descendente (downlink) que mejora significativamente la capacidad máxima de transferencia de información pudiéndose alcanzar tasas de bajada de hasta 14 Mbps (1,8, 3,6, 7,2 y 14,4 Mbps). Soporta tasas de throughput promedio cercanas a 1 Mbps.[cita requerida] Actualmente, también está disponible la tecnología HSUPA, con velocidades de subida de hasta 5,8 Mbps, y HSPA+ con velocidades de hasta 84 Mbps de bajada y 22 Mbps en la subida.
Es la evolución de la tercera generación (3G) de tecnología móvil, llamada 3.5G, y se considera el paso previo antes de la cuarta generación (4G).  
Es totalmente compatible en sentido inverso con WCDMA y aplicaciones ricas en multimedia desarrolladas para WCDMA que funcionarán con HSDPA. La mayoría de los proveedores UMTS dan soporte a HSDPA.

## Tecnología
HSDPA lleva a las redes WCDMA a su máximo potencial en la prestación de servicios de banda ancha, mediante un aumento en la capacidad de datos móviles, con throughput más elevado. De la misma manera en que UMTS incrementa la eficiencia espectral en comparación con GPRS, HSDPA incrementa la eficiencia espectral en comparación con WCDMA. La eficiencia espectral y las velocidades aumentadas no solo habilitan nuevas clases de aplicaciones, sino que además permite que la red sea utilizada simultáneamente por un número mayor de usuarios; HSDPA provee de tres a cuatro veces más capacidad que WCDMA. En cuanto a la interfaz de las aplicaciones en tiempo real tales como videoconferencia y juegos entre múltiples jugadores, actualiza a la tecnología WCDMA al acortar la latencia de la red (se prevén menos de 100 ms), brindando así mejores tiempos de respuesta.
Alcanza sus elevadas tasas de velocidad gracias al agregado de modulación de mayor orden (Modulación de Amplitud en Cuadratura 16 - 16 QAM), codificación variable de errores y redundancia incremental, así como la introducción de nuevas y potentes técnicas tales como programación rápida.WD Además, HSDPA emplea un eficiente mecanismo de programación para determinar qué usuario obtendrá recursos. Están programadas varias optimizaciones para HSDPA que aumentarán aún más las capacidades de UMTS/HSDPA, comenzando con un enlace ascendente optimizado (HSUPA), receptores avanzados y antenas inteligentes/MIMO.
Finalmente, comparte sus canales de más de alta velocidad entre los usuarios del mismo dominio de tiempo, lo que representa el enfoque más eficiente.

### High-Speed Downlink Shared Channel
Para HSDPA, una nueva capa de transporte de canal de enlace descendente, High-Speed Downlink Shared Channel  (HS-DSCH), se ha añadido a la red UMTS versión 5 y especificaciones posteriores. Se lleva a cabo mediante la introducción de tres nuevas capas de canales físicos: HS-SCCH, HS-DPCCH y HS-PDSCH. El canal de control de alta velocidad-compartida (HS-SCCH) informa al usuario de que los datos se enviarán sobre HS-DSCH, 2 ranuras por delante. El canal de control de enlace ascendente de alta velocidad-físico dedicado (HS-DPCCH) transporta información de acuse de recibo y el indicador de calidad del canal corriente (CQI) del usuario. Este valor es posteriormente utilizado utilizada por la estación base para el cálculo de la cantidad de datos a enviar a los dispositivos de los usuarios en la siguiente transmisión. El High Speed-Physical Downlink Shared Channel (Canal Compartido Descendente Físico de Alta Velocidad) (HS-PDSCH) es el canal al que el indicado canal de transporte HS-DSCH asigna que lleva los datos reales de los usuarios.

### Petición de repetición híbrida automática (HARQ)
Los datos se transmiten junto con los bits de corrección de errores. Así se pueden corregir pequeños errores, sin retransmisión.
Si se necesita la retransmisión, el dispositivo del usuario guarda el paquete y después lo combina con el paquete retransmitido, para recuperar el paquete de libre de errores de la manera más eficiente posible. Incluso si están dañados los paquetes retransmitidos, su combinación puede producir un paquete libre de errores. El paquete retransmitido puede ser idéntico (combinación de persecución) o diferente (redundancia incremental) del de la primera transmisión (véase Hybrid automatic repeat request).
Debido a que las retransmisiones HARQ se procesan en la capa física, sus 12 ms de tiempo de ida y vuelta es mucho más bajo en comparación con las retransmisiones de capa superior.

### Programación de paquetes rápida
El canal de enlace descendente HS-DSCH se comparte entre los usuarios que utilizan la programación dependiente del canal, para hacer el mejor uso de las condiciones de radio disponibles. Cada dispositivo de usuario transmite continuamente una indicación de la calidad de la señal de enlace descendente, tan frecuentemente como 500 veces por segundo. Con esta información de todos los dispositivos, la estación base decide a qué usuarios se que se enviarán los datos en los próximo marco de 2 ms y la cantidad de datos que deben ser enviados por cada usuario. Se pueden enviar más datos a los usuarios que reportan una alta calidad de señal de enlace descendente.

### Modulación y codificación adaptativa
El esquema de modulación y codificación se cambia en función de cada usuario, dependiendo de la calidad de la señal y el uso de células. El esquema inicial es el de Quadrature Phase-Shift Keying o clavisaje por desplazamiento de fase en cuadratura  (QPSK), pero con buenas condiciones de propagación puede subir a 16QAM y 64QAM, aumentando significativamente las tasas de transferencia de datos. Con la asignación de Código 5, QPSK normalmente ofrece hasta 1.8 Mbit/s de velocidad de datos pico, mientras que 16QAM ofrece hasta 3,6 Mbit/s. Los códigos adicionales (por ejemplo, 10, 15) también pueden ser utilizados para mejorar estas velocidades de datos o ampliar el rendimiento de la capacidad de la red de manera significativa.

### Dual-Cell/Dual Carrier
Dual Celular (DC-)HSDPA, también conocido como Dual Carrier, es la evolución natural de HSPA mediante la agregación de portadoras en el enlace descendente. Las licencias UMTS se emiten a menudo como asignaciones de espectro emparejados de 10 o 15 MHz. La idea básica de la función de multiportadora es para lograr una mejor utilización de los recursos y de eficiencia del espectro, por medio de la asignación de recursos conjunta y el equilibrio de carga a través de las portadoras de enlace descendente.

## Otras mejoras
HSDPA es parte de los estándares UMTS desde la versión 5, que también acompaña a una mejora en el enlace ascendente que proporciona una nueva portadora de 384 kbit/s. La portadora máxima anterior era de 128 kbit/s.
Además de mejorar las velocidades de datos, HSDPA también disminuye la latencia y, por tanto, el tiempo de ida y vuelta para las aplicaciones.
En la especificación 3GPP posterior, HSPA+ aumenta más las velocidades de datos añadiendo modulación 64QAM, MIMO y operación HSDPA Dual-Cell; por ejemplo, se utilizan dos portadoras de 5 MHz simultáneamente.

## Implementación
La mayoría de los operadores de 3G ofrecen esta tecnología en su red. La principal utilidad del servicio es acceso a internet con mayor ancho de banda y menor latencia. Esto permite navegar, hacer descargas de correo electrónico, música y vídeo a mayor velocidad. Los operadores han enfocado el servicio como un acceso móvil a Internet de banda ancha para ordenadores portátiles.
El principal objetivo de HSDPA es el de conseguir un ancho de banda mayor. La compatibilidad es crítica, así que los diseñadores de HSDPA utilizaron una filosofía evolutiva. HSDPA básicamente es igual a la versión 99 de UMTS (R99), con la adición de una entidad de repetition/scheduling dentro del Nodo-B que reside debajo de la capa de control de acceso al medio R99 (MAC). Las técnicas R99 se pueden soportar en una red HSDPA, puesto que los terminales móviles de HSDPA (llamados User Equipment o UE) se diseñan para coexistir con R99 UE.
Técnicamente, los principios operativos básicos de HSDPA son fáciles de entender. El RNC encamina los paquetes de datos destinados para un UE particular al Nodo-B apropiado. El Nodo-B toma los paquetes de datos y programa su transmisión al terminal móvil emparejando la prioridad del usuario y el ambiente de funcionamiento estimado del canal con un esquema apropiadamente elegido de codificación y de modulación (es decir, el 16QAM).
El UE es responsable de reconocer la llegada de los paquetes de datos y de proporcionar al Nodo-B información sobre el canal, control de energía, etc. Una vez que envíe el paquete de datos al UE, el Nodo-B espera un asentimiento. Si no recibe uno dentro de un tiempo prescrito, asume que el paquete de datos fue perdido y lo retransmite.
La base que procesa el chasis (CPC) es la piedra angular del Nodo-B. Contiene el transmisor-receptor de RF, el combinador, la tarjeta de la interfaz de red y el control del sistema, la tarjeta de timming, la tarjeta del canal y la placa base. De estos elementos de CPC, solamente la tarjeta del canal necesita ser modificada para apoyar HSDPA.
La tarjeta típica del canal de UMTS abarca un procesador de uso general que maneja las tareas de control. En cambio para soportar HSDPA, se deben realizar dos cambios a la tarjeta del canal. Primero, la capacidad de chip del enlace descendente (downlink chip-rate ASIC, o ASSP) se debe modificar para apoyar los nuevos esquemas de la modulación 16QAM y los nuevos formatos de la ranura del enlace descendente asociados a HSDPA. 
El siguiente cambio requiere una nueva sección de proceso, llamada el MAC-hs, que se debe agregar a la tarjeta del canal para apoyar el procesado, el buffer, la transmisión y la retransmisión de los bloques de datos que se reciben del RNC. Éste es el cambio más significativo a la tarjeta del canal porque requiere la introducción de una entidad de procesador programable junto con un buffer para retransmitir.
Finalmente, hay que añadir en la RNC un bloque denominado Mac-d, que establece la comunicación con el Nodo-B.

## Cobertura actual
Alemania:
- T-Mobile anunció oficialmente su servicio de HSDPA en la feria Cebit 2006 (9 de marzo al 15 de marzo de 2006) celebrada en Hannover. Actualmente su cobertura es a nivel nacional.

Argentina:
- Personal, la empresa de telefonía móvil del grupo Telecom Argentina ha presentado el día 14 de mayo de 2007 el primer servicio de telefonía móvil 3G de Argentina, bajo el estándar HSDPA. Permite, entre otras cosas, realizar videollamadas, descargar canciones o videos en pocos segundos, acceder a internet móvil a una velocidad 10 veces superior e incluso ver televisión en los móviles. Si bien el servicio actualmente está disponible en una zona delimitada dentro de Capital Federal, la empresa ya ofrece en diciembre del 2007 el servicio estará disponible inicialmente en todo Capital Federal, el Gran Buenos Aires, Rosario y Córdoba, con la intención de ir extendiéndolo progresivamente al resto del país.
- La empresa Movistar lanzó el día 13 de julio de 2007 el servicio de 3.5G "Banda Ancha Móvil". Movistar solo comercializa el equipo Samsung A706 como su primer teléfono UMTS. El equipo UMTS que no encuentre señal de esa tecnología, "bajará" a EDGE y luego a GPRS, para poder utilizar los servicios de datos (pero en velocidades menores).
  - Movistar cuenta con la red de Tercera Generación con la más amplia cobertura del país, cubriendo más de 70 barrios y localidades de Capital Federal y Gran Buenos Aires. Próximamente, la red se extenderá al resto del AMBA (Área Metropolitana Buenos Aires) y a las ciudades de Mendoza, Córdoba y Rosario, entre otras ciudades. A lo largo del 2007, la compañía invertirá 750 millones de pesos, que incluyen el despliegue de la nueva red 3G.
- Claro (antes, CTI) también lanzó su servicio en el mes de octubre del 2007 con Cobertura en toda la Capital Federal, Córdoba, Rosario y la Costa Atlántica. También promete hacer llegar el servicio a las ciudades de Santa Fe, Mendoza, Bahía Blanca, Resistencia, Posadas, entre otras ciudades para el año 2008.

Australia:
- Telstra anunció un plan el 15 de noviembre de 2005 para el despliegue de una red nacional 3G/WCDMA con HSDPA que se espera esté operativa hacia el final de 2006. En 2007 se espera que alcance a un 98% de la población australiana.
- Vodafone Australia comenzó unas pruebas en Sídney el 6 de septiembre de 2006 y ha anunciado intenciones de desplegar esta red a escala nacional en 2007.
- Hutchison planea desplegar una red con HSDPA, aunque limitada a 3,6 Mbps hacia marzo de 2007.

Austria:
- T-Mobile comenzó a añadir HSDPA a su red austríaca de manera limitada en el otoño de 2005 y abrirá la actualización públicamente en marzo de 2006.
- Mobilkomm Austria lanzó HSDPA el 23 de enero de 2006.
- One lanzó HSDPA el 19 de junio de 2006.

Bélgica:
- Proximus lanzó HSDPA en 8 ciudades del país el 15 de junio en 2006.

Bolivia:
- Tigo realizó el lanzamiento de su red UMTS/HSDPA (3.5G) en la banda 850 MHz en 2009 con una velocidad máxima de 384 Kbps. Ofreciendo el acceso a esta tecnología para sus clientes Prepago y Postpago en tres ciudades La Paz, Cochabamba y Santa Cruz.
- Entel Bo. también lanza este producto en planes de 4G dando una cobertura más potente en el mercado Boliviano. La población puede adquirir el módem 4G de Entel en forma gratuita, previo contrato en cualquiera de los cuatro planes: un básico de Bs 98 mensuales, que permite descargar 1100 megabites; y más avanzado de Bs 300 al mes con capacidad ilimitada. La meta de Entel es llegar a fin de año con 100.000 usuarios del servicio 4G, por ahora superan 3000 conexiones a Internet vía módem, indicó el máximo ejecutivo de la telefónica. Este servicio será expandido paulatinamente a las distintas áreas del país y en las ciudades.

- NuevaTel PCS de Bolivia S.A. (VIVA) lanzó el servicio de Internet Móvil con tecnología 4G en la banda 1900 MHz desde 2010. El servicio de Internet Móvil es ofrecido para clientes que quieren conectarse en su computadora a través de un Módem USB o para clientes que utilizan sus teléfonos móviles para navegar en Internet. La propuesta comercial está disponible en los departamentos de La Paz, Cochabamaba, Santa Cruz, Oruro, Potosí, Chuquisaca, Tarija y Beni en diferentes planes de pago: Post Pago (planes mensuales) o Pre Pago (compra de paquetes de datos).

Bulgaria:
- M-tel introdujo HSDPA en la capital, Sofía, en marzo de 2006 y tiene planeado cubrir las demás ciudades importantes del país hacia finales de ese año.
- Globul lanzó HSDPA el 25 de septiembre de 2006 con cobertura en Sofía y otras 3 ciudades importantes.

Canadá:
- Rogers Wireless ha anunciado el 13 de febrero de 2006 que completará sus pruebas de HSDPA con Ericsson en marzo de 2006 y su lanzamiento comercial tendrá lugar en el otoño de 2006.

Chile:
- Entel PCS lanzó el 13 de diciembre de 2006 esta red comercialmente, siendo la primera compañía en Latinoamérica en ofrecer este servicio.[3] Actualmente la nueva red 3.5G está disponible para toda la Región Metropolitana, casi la totalidad de la Región de Valparaíso y en las ciudades más importantes de Chile. Actualmente Entel Chile posee 3G/3.5G en las frecuencias 900Mhz y 1900Mhz (B2).
- Claro Chile lanzó el 30 de noviembre de 2007, pero a diferencia de Entel PCS, Claro lanzó el Servicio en las Regiones Metropolitana, Norte de la Sexta y Rancagua, y las principales localidades costeras de la Quinta Región. Ahora cuenta con cobertura en las principales ciudades del país, entre Arica y Punta Arenas.
- Movistar Chile lanzó en diciembre de 2007 sus servicios de tercera generación, con cobertura en las principales ciudades entre las regiones de Arica y Parinacota y Los Lagos, pero cubriendo también pueblos menores de las varias regiones.

Colombia:
- La operadora de telefonía móvil (Claro) (COMCEL) promocionó y dio inicio al uso de esta tecnología en el 2008, ofreciendo el servicio tanto para los teléfonos celulares como para computadores por medio de módems USB (Alcatel XO3O, Huawei 220 y otros). Las principales ciudades cuentan con este servicio y se esperaba que para finales de dicho año se hubiera ampliado a gran parte del resto del país.

- El 28 de octubre de 2008 el operador de telefonía móvil Tigo hace el despliegue de sus redes 3.5G en 6 ciudades principales y 8 ciudades intermedias ofreciendo servicios de videollamada, internet móvil de alta velocidad y TV móvil. Las ciudades principales que cuentan con el servicio son Barranquilla, Bogotá, Bucaramanga, Cartagena, Medellín y Cali.

- A partir del 1 de diciembre de 2008, Movistar incorporara la red 3.5G a su oferta de telefonía móvil.

- En el año 2009 UNE y sus filiales, lanzaron su servicio de "Banda Ancha inalámbrico" por HSDPA/UMTS, usando para ello la tecnología de Tigo.

- En agosto del año 2010, ETB activa su servicio de "Internet Móvil ETB" por HSDPA. Al igual que UNE usa la tecnología de Tigo, los usuarios acceden mediante módems USB Huawei.

- En octubre de 2011 la operadora de telefonía móvil TIGO implementa la tecnología HSPA+ a sus servicios de Internet Móvil ofreciendo hasta 4 Mbps.

- En noviembre de 2011 la operadora de telefonía móvil Claro (COMCEL) implementa la tecnología HSPA+ a su servicio de Internet Móvil de Alta Velocidad ofreciendo hasta 4 Mbps.

- En octubre de 2012 la operadora de telefonía móvil Movistar implementa la tecnología HSPA+ a su servicio de Internet Móvil de Alta Velocidad ofreciendo hasta 4 Mbps.
- En el primer trimestre de 2013 la operadora de telefonía móvil TIGO mejora su servicio de Internet Móvil de Alta Velocidad, a través de la tecnología HSPA+, ofreciendo hasta 12 Mbps.

Costa Rica:
- El Instituto Costarricense de Electricidad, operador de Telecomunicaciones del Estado, inició el despliegue de su red 3G el 7 de diciembre de 2009, ofreciendo así cobertura a lo largo y ancho de todo el país. Aunque, se implementó en una fase incompleta, (llamadas (70%), SMS (70%), MMS (30%), Internet (30%)). Las demás funciones se fueron implementando a largo plazo. La banda 3G sobre la cual se da acceso a la red es la 850MHz, el ICE ofrece un máximo de ancho de banda de 2 Mbps aunque el promedio ronda entre los 300Kbs y 550Kbs dependiendo del estado de saturación de la red principalmente en horas pico.

Ecuador:
- Claro Ecuador, ofrece cobertura UMTS/HSDPA 850 MHz en 25 ciudades del país, con planes de cubrir hasta 50 ciudades antes de fin de 2009, la operadora ofrece servicios en áreas no cubiertas con UMTS/HSDPA con una red GSM/GPRS/EDGE 850 MHz.
- Movistar Ecuador (Telefónica), lanzó servicios comerciales bajo UMTS/HSDPA 850 MHz el 19 de julio de 2009, con permitiendo descargas máximas de 2 Mbps y cobertura limitada a Guayaquil, Quito y Cuenca. Ofreciendo servicios fuera de la cobertura UMTS/HSDPA, con una red GSM/GPRS/EDGE 850 MHz y una CDMA 1X 800 MHz en el resto del país.
- Alegro CNT, tercer operador móvil del país, no utiliza tecnología UMTS, ofrece servicios GSM/GPRS/EDGE sobre la red de Movistar Ecuador en forma semejante a un operador móvil virtual. Fue la segunda compañía en ofrecer las características de una red 3G en Ecuador usando la tecnología CDMA 1X EV-DO REV 0, con cobertura en Guayaquil y Quito, con bases de descarga máximas de 1.2 Mbps, el operador se encuentra implementando GSM en 1900 MHz y en búsqueda de un socio estratégico internacional para ello.

España:
- Orange España se convirtió en el primer operador en ofrecer servicio HSDPA en España. Comenzaron el despliegue en Madrid, Barcelona, Zaragoza, Burgos y Pamplona el 19 de junio de 2006, totalizando un 29% de la población. El servicio comenzó ofreciendo 1,8 Mbps. Hacia noviembre de 2006 se pretende tener bajo cobertura al 41% de la población, con un servicio de 3,6 Mbps.
- Movistar y Amena mantuvieron pruebas de HSDPA en Barcelona durante la conferencia 3GSM World Congress, celebrada en esta ciudad en febrero de 2006.
- Movistar comenzó pruebas preliminares del servicio HSDPA en abril de 2006.
- Vodafone comenzó pruebas preliminares en la ciudad de Salamanca en marzo de 2006. Lanzó el servicio en Madrid, Barcelona, Zaragoza, Valencia, Sevilla, Bilbao, Málaga y Albacete en junio de 2006. A finales de 2006 la cobertura alcanzaba el 68% de la población con calidad 3,6 Mbps. En 2011 la velocidad en la mayoría de puntos de acceso (antenas) es de 7,2 Mbps.
- Yoigo desde noviembre de 2008 ofrece HSDPA a 3,2 Mbps con su propia red. Allí donde no existe cobertura directa, ofrece la posibilidad de usar la red de Movistar.

El Salvador:
- CLARO se convirtió en el primer operador en ofrecer servicio 3G en El Salvador a partir de junio de 2008.
- TIGO ofreció cobertura de la tecnología 3.5G en el mes de septiembre de 2008.
- Movistar ofrece cobertura 3.5G

Finlandia:
- Elisa Oyj lanzó el 6 de abril de 2006 la primera red comercial con HSDPA en Escandinavia. La solución, proporcionada por Nokia, funciona en toda la red de Elisa, tanto en Finlandia como en Estonia.

Francia:
- El operador SFR introdujo el servicio de HSDPA el 1 de julio de 2006. Su objetivo declarado es proporcionar cobertura al 38% de la población para el 1 de septiembre de 2006.

Grecia:
- Cosmote anunció oficialmente el soporte de HSDPA en su red el 6 de junio de 2006. Las capacidades de HSDPA están disponibles desde el 27 de junio de 2006.

Guatemala:
- Claro ha iniciado el desarrollo de una red UMTS/HSDPA (3.5G) con cobertura nacional, en la frecuencia de 1900 MHz, lanzada comercialmente el 16 de abril de 2008, cuenta con cobertura reducida al área Metropolitana de Ciudad de Guatemala, así como la ciudad de Antigua Guatemala y áreas cercanas a las mismas. La red UMTS/HSDPA (Claro 3G Guatemala) alcanza velocidades de hasta 1.8 Mbps de descarga, trabaja en forma paralela a la red GSM/GPRS/EDGE 900/1900 de la misma operadora, y es la segunda red 3G que desarrolla el operador, después de CDMA 1x EV-DO, que cuenta con cobertura nacional. Claro ha lanzado servicios UMTS/HSPA (3.7G) en la Ciudad de Guatemala el 30 de agosto de 2008, siendo la segunda evolución de este tipo de redes en América Latina (después de ANCEL Uruguay).
- Movistar realizó el lanzamiento comercial de su red UMTS/HSDPA (3.5G) el 9 de agosto de 2009, en frecuencias ya utilizadas por la empresa en el país (1900 MHz), ofreciendo inicialmente servicios de Internet móvil, el operador ya ofrece servicios de internet móvil con cobertura reducida sobre una red 3G CDMA 1x EV-DO, la que fue la primera red 3G oficial del país.
- Tigo realizó el lanzamiento de su red UMTS/HSDPA (3.5G) en la banda 850 MHz el 28 de agosto de 2008. Ofreciendo el acceso a esta tecnología para sus clientes Prepago y Postpago en el área Metropolitana de Ciudad de Guatemala, en las 21 cabeceras departamentales y en 43 ciudades más, con lo que cubre un total de 65 ciudades. La red alcanza una velocidad teórica de descarga de hasta 3.6 Mbps de descarga, y trabaja en forma paralela a la red GSM/GPRS/EDGE 850 MHz de la misma operadora.

Honduras:
- Claro implementó una red HSDPA (3.5g) en la banda 1900 MHz a principios de 2008, inicialmente en las dos principales ciudades del país, como son Tegucigalpa (capital) y San Pedro Sula.
- Tigo realizó el lanzamiento de su red UMTS/HSDPA el 28 de agosto de 2008, en frecuencias ya utilizadas por la empresa en el país (850 MHz), cubriendo Tegucigalpa, San Pedro Sula y otras ciudades del país.

Hungría:
- T-Mobile introdujo oficialmente su servicio comercial de HSDPA en los distritos centrales de Budapest el 17 de mayo de 2006.

Irlanda:
- Vodafone comenzará a desplegar HSDPA en Dublín en octubre de 2006. Dos tercios de la población irlandesa tendrán acceso a la red HSDPA en octubre de 2007, de acuerdo con Vodafone Irlanda.
- O2 mobile ofrecerá 3.5G usando HSDPA a escala nacional a comienzos de septiembre de 2006, con una cobertura de más del 60% a finales de 2006 y del 80% a finales del 2007.

Italia:
- 3 lanzó comercialmente el servicio de HSDPA en 25 ciudades importantes en marzo de 2006.
- Vodafone convirtió toda su red UMTS, que cubre al 70% de la población, a HSDPA en junio de 2006.
- TIM ofrece cobertura HSDPA en las ciudades más importantes desde julio de 2006.
- Se espera que la operadora WIND lance también un servicio HSDPA a lo largo de 2006.

Japón:
- KDDI ha estado desplegando comercialmente servicios 3.5G basados en una red 1xEV-DO desde junio de 2006.
- DoCoMo anunció en 2005 que introducirá HSDPA a partir de 2006. Ha anunciado también la introducción de Super 3G a partir de 2009.

México:
- Iusacell, primer operador en ofrecer telefonía móvil en ese país, fue también la primera compañía en ofrecer las características de una red 3G en México usando la tecnología WCDMA en 2004. A partir de agosto de 2010, después de años de rehusarse a migrar su infraestructura de red, el operador puso en marcha su servicio GSM basada en la tecnología HDSPA.

- Movistar Lanza pruebas piloto en abril de 2007 en la ciudad de Monterrey, Nuevo León, convirtiéndose en el primer operador en crear una red 3G usando la tecnología GSM y la segunda (después de iusacell) en crear una red 3G dentro del país.

El 20 de noviembre de 2008, evoluciona su red 3G hacia 3.5G y lanza este servicio como etapa inicial en 8 ciudades del país. Esta red 3.5G permite velocidades de hasta 2Mbit/s.
Durante 2009, Movistar cubrió 12 ciudades más, para llegar a 20 poblaciones con cobertura 3.5G. Hasta 31 de mayo de 2010, Movistar amplió en otras 12 ciudades su servicio 3.5G, se anuncia que desde el 30 de julio, se podrá disfrutar de la Tecnología 3.5G en TODO el país.
En internet, aparece que la red 3.5G de MoviStar cuenta con velocidades muy superiores a las de su competidor Telcel: 
Así mismo, Movistar hace pruebas durante Campus Party, en las que las velocidades alcanzan los 21Mbps de "bajada" y hasta 5,7Mbps de "subida":  con la tecnología HSDPA Evolution.
- Telcel lanza el 25 de febrero de 2008 el inicio de su red de tercera generación o “3G” en tecnología UMTS/HSDPA; Esta red, inicia su primera fase de lanzamiento con cobertura en 15 ciudades, incluidas Guadalajara, Hermosillo, Mérida, León, Morelia, Monterrey, Tijuana, Puebla, Querétaro y el D.F. Telcel contempla alcanzar más de 350 ciudades y ejes carreteros para el término del año además de convertirse en la tercera compañía en lanzar una red 3G a nivel nacional y la segunda en formar una red 3G con tecnología GSM.

Panamá:
- Telefónica Móviles MOVISTAR lanzó comercialmente cobertura UMTS/HSDPA en diciembre de 2008 en toda su red, con cobertura inicial del área metropolitana de la Ciudad de Panamá.

- Claro lanzó comercialmente cobertura UMTS/HSDPA en Panamá, cuando inició operaciones en el 2009.
- Digicel Panama Lanzó cobertura dual 3G/4G a principios del 2012 en cobertura nacional.
- CW Panamá-Mas Móvil A finales del 2009 lanza su red 3G.

Paraguay:
- CLARO lanzó comercialmente cobertura UMTS/HSDPA el 21 de noviembre de 2007 en toda su red 3G, abarcando en un inicio Asunción, el área metropolitana y más de 40 ciudades en el interior del país.
- Personal lanzó comercialmente la tecnología 3G (HSDPA/3.5G) el 11 de marzo de 2008, funcionando en los primeros meses a modo de prueba solo en el área metropolitana de Asunción, para luego expandir el servicio a todo el país. Actualmente cuenta con una red HSPDA en Asunción, Ciudad del Este, Encarnación, Pedro Juan Caballero y Concepción, su lanzamiento se realizó en el año 2008. Fue la segunda compañía de comunicaciones móviles en tener una red 3G, y la primera con la red 3.5G.
- Tigo realizó el lanzamiento de su red UMTS/HSDPA el 28 de agosto de 2008, en frecuencias ya utilizadas por la empresa en el país (850 MHz), cubriendo Asunción y otras ciudades del país.

Perú:
- Claro lanzó su tecnología 3G en el mercado peruano el 12 de abril de 2008, la tecnología de tercera generación que está lanzando Claro es conocida como UMTS/HSDPA (3.5G) y permite llamadas de voz, videollamadas (voz e imágenes) y transferencia de datos (navegación en Internet, correo electrónico, etc.) hasta 1.5 Mbps. Abarcando en un inicio Lima y el área metropolitana.

Polonia:
- Polska Telefonía Cyfrowa lanza comercialmente cobertura HSDPA el 30 de octubre de 2006 en toda su red 3G, abarcando 65 municipios.
- Polkomtel lanza el servicio en la red Plus el 23 de noviembre de 2006 en Varsovia. Actualmente da servicio en la totalidad de su red a nivel nacional.
- PTK Centertel lanza pruebas piloto de la red Orange en Katowice el 23 de junio de 2006, y en Varsovia el 29 de septiembre de 2006. El servicio se lanza oficialmente en ambas ciudades el 1 de diciembre de 2006. Desde principios de 2007 está disponible en todas las ciudades con cobertura UMTS.

Uruguay:
- Movistar desplegó la primera red comercial, en Montevideo, Punta del Este y Colonia del Sacramento, actualmente con la nueva tecnología 3.5G posee la cobertura más grande en Montevideo, Costa de Oro y Punta del Este, y llegando con poca cobertura a las capitales del país.
- Ancel lanzó el servicio en agosto de 2007 con cobertura en parte de Montevideo. Actualmente y desde enero de 2008, cuenta con amplia cobertura en la mencionada capital del país, como así también en Maldonado, Rocha, Colonia y todas las ciudades principales del país, siendo además el objetivo de la empresa ampliar sostensible y gradualmente la cobertura 3.7G en todo el país, incluyendo el medio rural.
- Claro Fue el último en tener la red 3G, actualmente aunque con poca cobertura, logra llegar a todo el país.

República Dominicana
- Claro implementó la primera red comercial UMTS/HSDPA en la banda 850MHz y con velocidad de 3.5Mbps en agosto de 2007.
- Orange Dominicana Lanzó su red UMTS/HSDPA en la banda 900MHz y con velocidad de 14Mbps en febrero de 2010.

Venezuela
- Movilnet lanzó su red UMTS/HSDPA en diciembre de 2009 habiendo desplegado recientemente GSM/GPRS/EDGE, en forma paralela a sus servicios CDMA 1X EV-DO Rev A, disponible en Caracas así como en las principales ciudades del país bajo la banda de 1900MHz. Movilnet es la única Operadora en Venezuela que ofrece Videollamadas, de hecho la tarifa es la misma de una llamada de voz, en 2011 con la llegada de los nuevos equipos Android y Nokia Movilnet se vuelve a posicionar en el mercado ofreciendo equipos de calidad compatibles con 3G y a la vez a bajo coste, sin embargo se ve empañado por los pocos planes de datos que tiene tanto para prepago como para postpago. Sin embargo Movilnet es el único que admite los mismos planes tanto para dispositivos móviles como para teléfonos móviles usados como módem, así que no hay mayor diferencia entre ser un usuario de dispositivos de internet o un usuario de teléfono móvil usado como módem.
- Movistar lanzó su red UMTS/HSDPA en 1900MHz únicamente para datos el 9 de diciembre de 2008 con cobertura inicial en Caracas y Maracaibo, habiendo ampliado su cobertura a la mayor parte del país, especialmente en el centro occidente. Cabe destacar que Movistar bajo la banda de 1900MHz ha sido la que mayor avance ha tenido en materia de 3.5G en Venezuela, llegando a ciudades y pueblos donde otros operadores no llegan y ofreciendo equipos de punta gracias al uso de frecuencias comunes para el continente americano, en la actualidad se ofrece servicios de voz y videollamadas, movistar seguirá ofreciendo su red híbrida de datos HSDPA, EDGE y CDMA 1X EV-Do disponibles para su uso en celulares y dispositivos de datos tales como módem tarjetas PCMIA entre otros. De igual manera cabe destacar que Movistar no contempla el uso de su red 3G como un sistema de descarga de datos es decir en ninguno de sus planes figura planes ilimitados (aunque antiguamente con EvDo sí lo había) actualmente Movistar Venezuela cerró los planes ilimitados para la venta, dejando a los usuarios con solo planes medidos y con restricciones tales como el bloqueo de aplicaciones P2P entre otras que imposibilita el disfrute de las bondades de una red 3.5G, sin embargo existen planes que admiten el P2P pero su uso es muy limitado ya que no ofrece muchos megas, además Movistar Venezuela plantea dos tipos de planes de facturación los usuarios de telefonía móvil no pueden optar por los mismos planes que los usuarios de los dispositivos de internet móvil, es decir que aquellos usuarios que quieran gozar de mejores precios deben de adquirir obligatoriamente un dispositivo de internet móvil, ya que las tarifas de trasmisión de datos no permite el uso del teléfono celular como módem dado sus altas tarifas y pocos megas.
- Digitel por su parte lanzó su red 3G UMTS/HSDPA el 3 de marzo de 2009, bajo la banda de 900MHz, posee cobertura en 25 ciudades y pueblos de la parte occidental del país y continúa expandiendo su señal. Está disponible para teléfonos celulares y módems inalámbricos. Actualmente no cuenta con servicios de videollamada y además se aplican penalizaciones a aquellos usuarios que hagan uso de redes P2P y/o streaming, no obstante la red 3G de Digitel es actualmente la red que mejores planes tiene en relación calidad-precio, sin embargo sus limitaciones empañan dichas ofertas, al igual que Movistar Digitel Venezuela plantea dos esquemas de facturación para usuarios de telefonía móvil y para los usuarios de dispositivos de internet, dando preferencia y mejores precios a los usuarios de los dispositivos móvil. Otra acotación importante es que la frecuencia en que opera la red 3G de Digitel no es estándar para la región de América a diferencia de Movistar y Movilnet, por lo tanto en 2009 cuando se anunció su lanzamiento la mayoría de los usuarios que habían comprado sus celulares con capacidad 3G como el nokia n95 entre otros no pudieron gozar de dicha frecuencia, quedando relegados solo a GPRS y EDGE. Actualmente el mayor obstáculo que presenta digitel es la falta de equipos de alta tecnología, ya que su frecuencia no es compatible con la región, por lo tanto Digitel ofrece una muy limitada gama de equipos, y los clientes actuales que ya habían comprado terminales con bandas americanas pues no pudieron disfrutar del servicio 3G. Por lo cual Digitel suspendió casi de manera inmediata su venta y recurrió a nuevos equipos, en especial Samsung, Blackberry entre otros; sin embargo NOKIA la mayoría de los terminales no son compatibles debido a la frecuencia no nativa que usa digitel.

## Dispositivos

### Teléfonos
- Apple anunció el 7 de junio de 2010 el iPhone 4, con tecnología UMTS/HSDPA/HSUPA. Una gran mejora respecto a la que utilizaba anteriormente,  HSDPA/GSM/EDGE.
- BenQ lanzó su primer HSDPA, el EF91, en julio de 2006.
- BlackBerry anunció en el mes de mayo del 2008 el estreno de su primer celular con soporte de HSDPA, es el primero de la serie 9000 y está siendo comercializado con el nombre de "Bold".
- HTC Corporation (High Tech Computer Corporation) lanzó el TYTN handset/PocketPC Phone Edition (comercializado como Qtek 1605 en Vodafone y SPV M3100 en Orange) que sporta HSDPA.
- LG Electronics lánzó LG Chocolate (U830) a finales de 2006, que soporta una velocidad de 3,6 Mbit/s HSDPA. El LG CU500 también soporta una velocidad HSDPA, pero hasta 1,8 Mbit/s. También el LG Ku990.
- Motorola lanzó tres HSDPA handsets llamados RAZR maxx V6, RAZR V3xx, y KRZR K3. También la nueva serie MotoSmart soporta esta tecnología.
- NEC lanzó el N902iX High Speed junto con NTT Docomo's HSDPA network.
- Nokia lanzó su primer teléfono HSDPA, el N95 en marzo de 2007. Es un dispositivo category 6, por lo que sporta velocidades de bajada de hasta 3,6Mbit/s. Se lanzó el Nokia E90, Nokia 6120 classic y Nokia 6210 Navigator con HSDPA. En la actualidad Nokia tiene más de 45 equipos que soportan HSDPA.
- Sony Ericsson lanzó el Z750. En junio de 2007 también anunció el K850i y el W910i que es dispositivo categoría 6, por lo que soporta velocidades de descarga de hasta 3,6Mbit/s.
- Samsung: Samsung F110, Samsung Omnia, Samsung Omnia II, Samsung INNOV8 (i8510), Samsung Wave, Galaxy S, Samsung Galaxy Young, Samsung Galaxy S II y Galaxy Nexus.